# كونور رامزي
كونور رامزي (بالإنجليزية: Conor Ramsay)‏ (9 مارس 1993 في المملكة المتحدة - ) هو مدرب كرة قدم ولاعب كرة قدم بريطاني في مركز الوسط. شارك مع منتخب اسكتلندا تحت 16 سنة لكرة القدم ومنتخب اسكتلندا تحت 17 سنة لكرة القدم. أما مع النوادي، فقد لعب مع نادي سانت ميرين وArthurlie F.C. ‏ وJohnstone Burgh F.C. ‏ ونادي غرينوك مورتون.

## وصلات خارجية
- كونور رامزي على موقع الاتحاد الإسكتلندي (الإنجليزية)
- كونور رامزي على موقع قاعدة بيانات كرة القدم.إي يو (الإنجليزية)